# Беляковка (Амурская область)
Беляко́вка — село в Октябрьском районе Амурской области России. Входит в состав Смеловского сельсовета.

## География
Село Беляковка стоит в верховьях реки Белая (левый приток Зеи).
Село Беляковка расположено к северо-востоку от районного центра Октябрьского района села Екатеринославка.
Дорога к селу Беляковка идёт на северо-восток от села Борисово (расположено рядом с автодорогой Чита — Хабаровск), расстояние до автотрассы — 14 км.
Расстояние до Екатеринославки — 24 км (через Борисово).
На север от села Беляковка дорога идёт к селу Ясная Поляна (6 км) и к административному центру Смеловского сельсовета селу Смелое (16 км).

## История
Село основано в 1912 году. Названо по фамилии первого поселенца — Трофима Белякова.

## Население
| 2002 | 2010 | 2012 | 2013 | 2014 | 2015 | 2016 |
| ---- | ---- | ---- | ---- | ---- | ---- | ---- |
| 18   | ↘13  | →13  | ↘12  | ↘11  | →11  | →11  |
| 2017 | 2018 |      |      |      |      |      |
| →11  | →11  |      |      |      |      |      |

## Улицы
В селе имеется одна улица — Таёжная.